# Sahneersatz

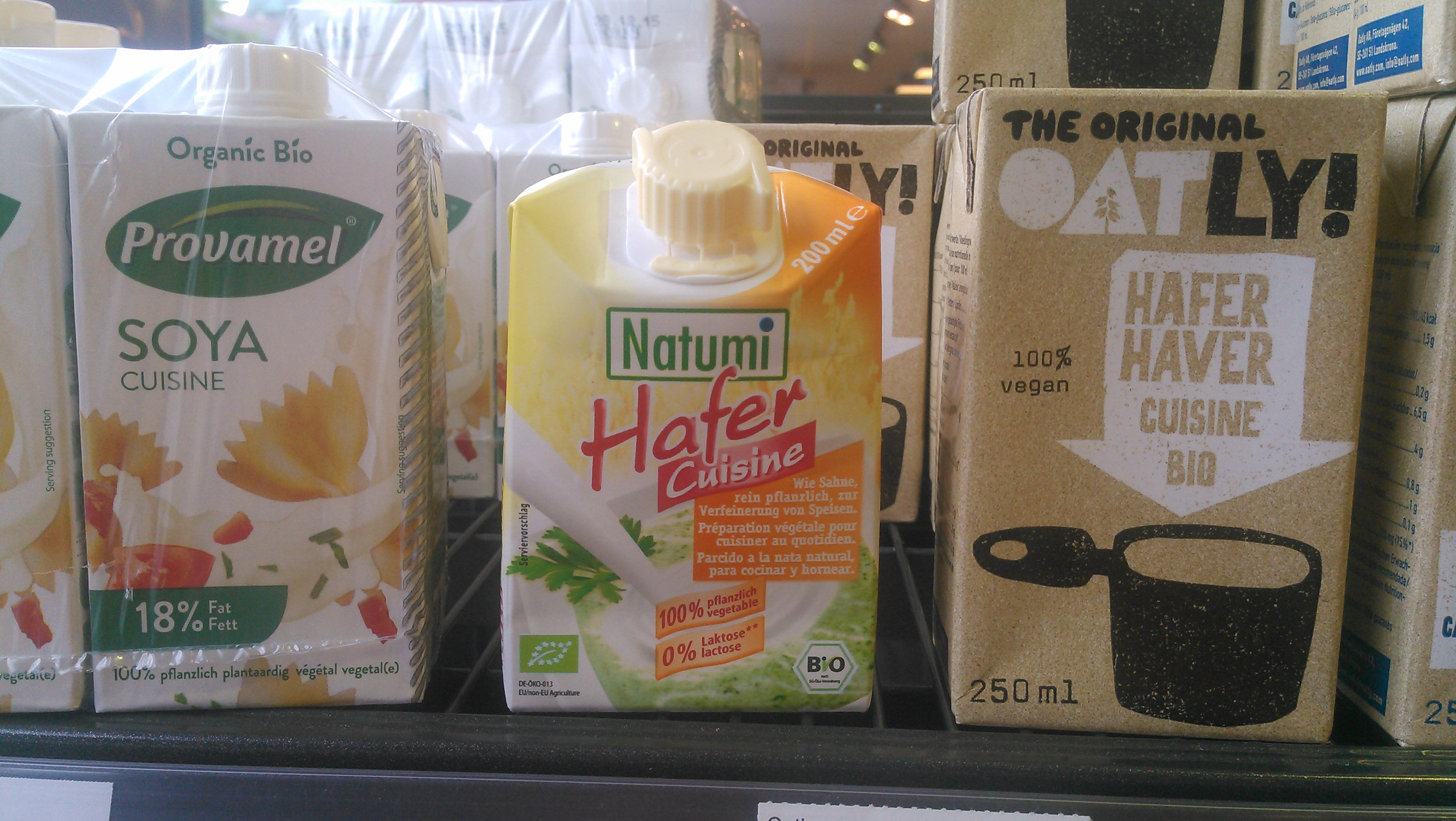
Drei verschiedene Pflanzensahnen aus dem Bio-Markt

Mit Sahneersatz, auch Pflanzensahne oder (veraltet) Kunstsahne, bezeichnet man Nahrungsmittel, die geschmacklich oder optisch sowie als Zutat bei der Zubereitung von Speisen Sahne ähneln, die aber anstelle von Milchfett andere, pflanzliche Fette enthalten. Die Unterschiede gegenüber richtiger Sahne können – je nach Einsatzgebiet und Rezeptur – bessere Aufschlagbarkeit oder höhere Stabilität sein, aber auch ein geringerer Energiegehalt, da sich beispielsweise aufschlagbare Kunstsahne mit nur 15 % Fettgehalt herstellen lässt; bei einem so niedrigen Fettgehalt würde Schlagsahne keinen stabilen Schaum bilden.

## Zusammensetzung
Herkömmliche Kunstsahne besteht aus pflanzlichen Fetten wie etwa Kokosfett, gehärtetem Palmöl oder gehärtetem Sojaöl, Magermilch oder Magermilchpulver und Wasser, Zuckerarten, Emulgatoren und weiteren Zutaten. Marktführer für solche Produkte in Deutschland ist Rama Cremefine von Unilever (Stand 2013).
Für Verbraucher, die auf Milchbestandteile ganz verzichten möchten oder müssen, gibt es auch rein pflanzliche Varianten aus Soja oder Hafer, darüber hinaus auch basierend auf Reis, Kokos, Mandel, Nüssen oder Dinkel. Auch Seidentofu kann als Alternative zu herkömmlicher Sahne eingesetzt werden.

## Bezeichnungen
Bei Sahneersatz beziehungsweise Pflanzensahne handelt es sich in den meisten Ländern nicht um gesetzlich definierte Begriffe. Gleichzeitig sind Bezeichnungen für Milch und Milcherzeugnisse, wie Sahne, oft geschützt. Daher werden die Produkte unter anderem als Cuisine oder Kochcreme (meist flüssig, ähnlich Saurer Sahne), Schlagcreme (ähnlich wie Schlagsahne), Sprühcreme (wie Schlagsahne, aus Sprühdose) oder ähnliches vermarktet.

## Anwender
Sahneersatz wird unter anderem von Veganern, Ovo-Vegetariern sowie Menschen mit Laktoseintoleranz oder Milcheiweiß-Allergie eingesetzt. Außerdem werden manche Sahneersatzprodukte damit beworben, dass sie im Vergleich zu herkömmlicher Sahne billiger sind und einen reduzierten Fettgehalt sowie eine erhöhte Hitze-, Säure-, Alkohol- und Standstabilität aufweisen.
Des Weiteren ist vollständig milchfreie Pflanzensahne parve (neutral nach den jüdischen Speisegesetzen) und kann daher in der koscheren Küche auch im Zusammenhang mit fleischigen Mahlzeiten eingesetzt werden.